# Nemertellopsis cephalotrichiformis
Nemertellopsis cephalotrichiformis är en djurart som tillhör fylumet slemmaskar, och som beskrevs av Friedrich 1935. Nemertellopsis cephalotrichiformis ingår i släktet Nemertellopsis och familjen Tetrastemmatidae. Inga underarter finns listade i Catalogue of Life.